# 29959 Senevelling
29959 Senevelling è un asteroide della fascia principale esterna. Scoperto nel 2001, presenta un'orbita caratterizzata da un semiasse maggiore pari a 2,846125 UA e da un'eccentricità di 0,124324, inclinata di 9,631422° rispetto all'eclittica. Ha un diametro di 5,443 km e un'albedo di 0,137.
Fa parte della famiglia di asteroidi 1993 FY12.